# Aya Chebbi
Aya Chebbi (Dahmani, Tunísia, 1988) és una diplomàtica, activista i feminista panafricana d'origen tunisià.
Nascuda en un entorn conservador, va ser la primera de la seva família a rebutjar el vel o anar a la universitat, graduant-se en Relacions Internacionals per la Universitat de Tunis El Manar, abans d'ampliar estudis als Estats Units i al Regne Unit, amb un Màster en Estudis Africans amb Menció de la SOAS Universitat de Londres.
El 2011, durant la 'revolució dels gessamins', l'onada de protestes que va recórrer Tunísia i es va contagiar el Magrib i diversos països àrabs, i durant les manifestacions, que van portar a l'enderrocament de Ben Alí, Chebbi es va erigir en una de les representants del moviment més actives, des del seu bloc polític Proudly Tunisian  (‘Orgullosament tunisiana’). Des d'aleshores, Chebbi s'ha convertit en activista de causes com els drets de la dona, el panafricanisme o el repartiment just de la riquesa, i també en defensora radical de la incorporació dels joves a les institucions. Chebbi és membre del col·lectiu 'NalaFem', una aliança multigeneracional que treballa per recolzar les noves dones líders del continent.
Aya Chebbi, que és també la presidenta del 'Nala Feminist Collective', el 2018 va fer el salt a les institucions en convertir-se en representant de la joventut per a la Unió Africana (UA). Un any després, va obtenir un premi de la Fundació Bill i Melinda Gates com a reconeixement a la seva incansable tasca d'apoderament juvenil al continent. Chebbi procura ara influir i participar en els cercles de poder sense comprometre gaire la seva radicalitat. A la recerca d'aquest equilibri, ha encunyat una expressió 'colideratge intergeneraciona'. Chebbi ha estat també la diplomàtica més jove del gabinet del president de la Comissió de la Unió Africana durant els anys 2018 i 2021. Va formar part del Consell d'Administració de CIVICUS, del Consell Mundial per als Refugiats, de la Comissió Independent d'Oxfam sobre Conducta Sexual Inadequada, de l'Assessorament de Robert Bosch Stiftung, i del Panell Independent de Preparació i Resposta a Pandèmies, entre d'altres.

## Reconeixements
- Premi de la Campanya de la Fundació Bill i Melinda Gates[5][6]
- 2019 – Una de les 50 dones més influents per la revista Forbes Àfrica[2][7][8]
- 2019 – Ten Young African Changemakers by Youthhub Africa[9]
- 2018 – Young Talent Of The Year By UNLEASH
- 2017 – Premi UNAOC de l'Aliança de Civilitzacions de les Nacions Unides (UNAOC)[10]
- 2016 – Nomenada entre els 100 joves africanes més influents del món[11]
- 2016 – Inclosa a la llista de la New African Magazine entre els 100 africans més influents[2]
- 2015 – Premi Mo Ibrahim Foundation Scholarship[12]
- 2012 – Premi Fulbright Scholarship[13]
- 2011 – MENA Democracy Fellowship, guardonada pel World Affairs Institute (WAI)[14]